# Lažany (Slowakei)
Lažany (ungarisch Lászka) ist eine Gemeinde im Osten der Slowakei mit 161 Einwohnern (Stand 31. Dezember 2024) im Okres Prešov, einem Teil des Prešovský kraj, und wird zur traditionellen Landschaft Šariš gezählt.

## Geographie

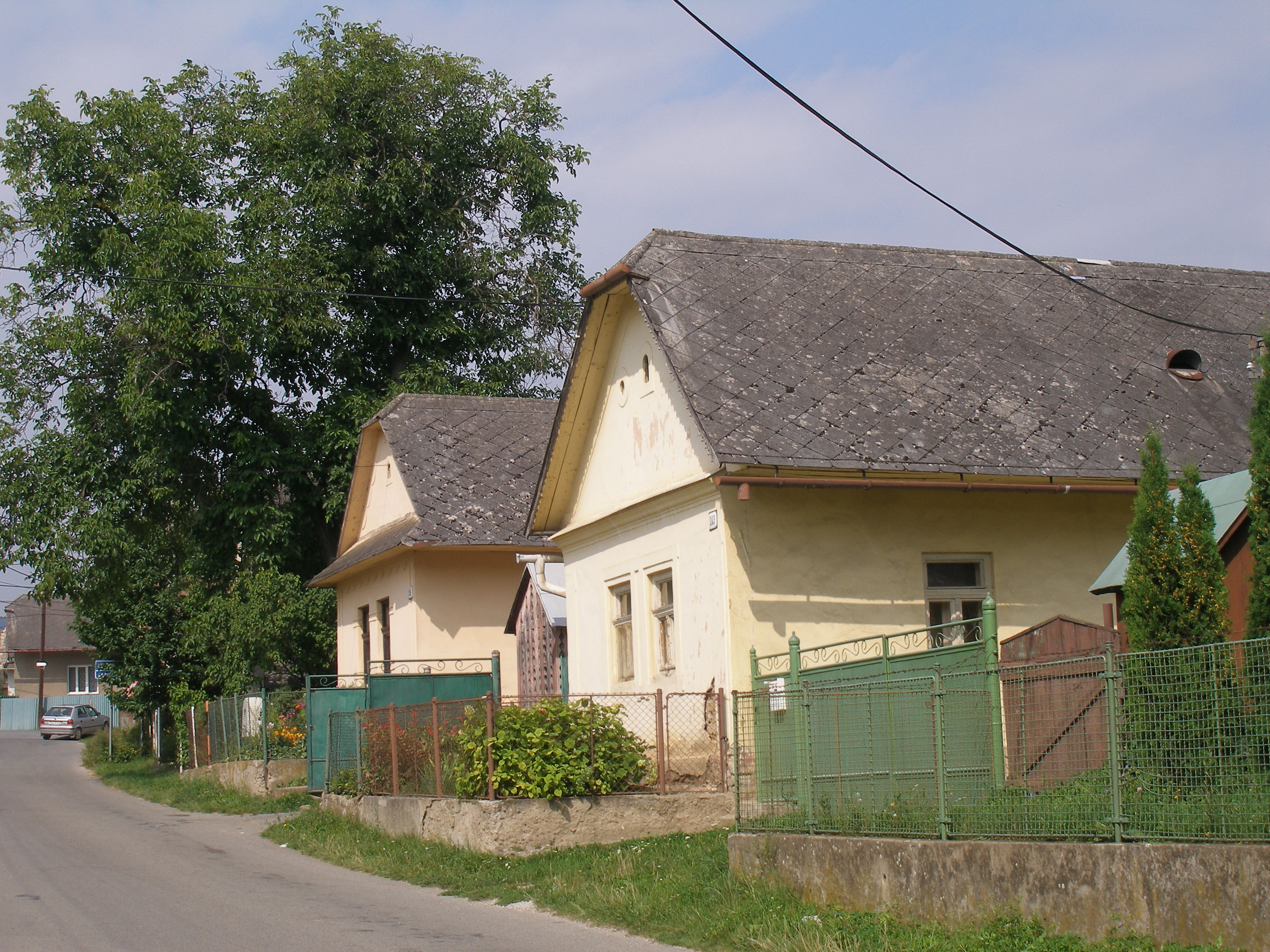
Lažany

Die Gemeinde befindet sich im Bergland Šarišská vrchovina im Einzugsgebiet der Svinka. Das Ortszentrum liegt auf einer Höhe von 383 m n.m. und ist 11 Kilometer von Sabinov sowie 13 Kilometer von Prešov entfernt.
Nachbargemeinden sind Jarovnice im Norden und Svinia im Osten, Süden und Westen.

## Geschichte

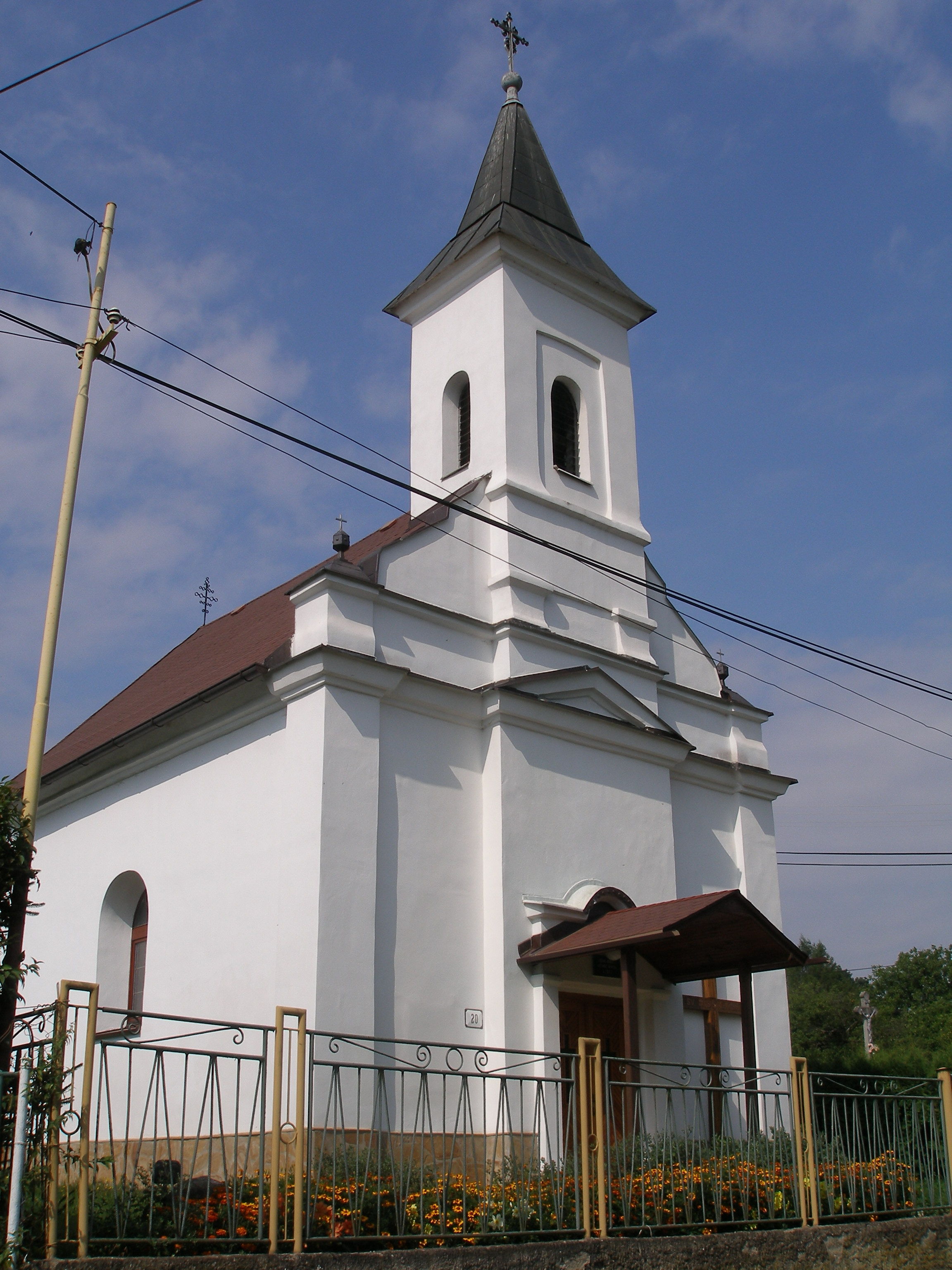
Kirche in Lažany

Das Gemeindegebiet von Lažany wurde in der Jungsteinzeit besiedelt, mit Überresten einer Siedlung der Lengyel-Kultur sowie späteren Siedlungen aus der Hallstatt- und Latènezeit und einer slawischen Siedlung. Der heutige Ort wurde zum ersten Mal 1320 als Laz schriftlich erwähnt und war Teil des Herrschaftsgebiets von Svinia. 1427 wurden nach einem Steuerverzeichnis zwei Porta verzeichnet. 1787 hatte die Ortschaft sieben Häuser und 47 Einwohner, 1828 zählte man 12 Häuser und 100 Einwohner, die als Landwirte, Obstbauern, Weber und Kalkbrenner beschäftigt waren.
Bis 1918/1919 gehörte der im Komitat Sáros liegende Ort zum Königreich Ungarn und danach zur Tschechoslowakei beziehungsweise heute Slowakei.

## Bevölkerung
| Jahr                | 1994 | 2004     | 2014     | 2024    |
| ------------------- | ---- | -------- | -------- | ------- |
| Anzahl der Personen | 130  | 151      | 178      | 161     |
| Unterschied         |      | +16,15 % | +17,88 % | −9,55 % |

| Jahr                | 2023 | 2024    |
| ------------------- | ---- | ------- |
| Anzahl der Personen | 166  | 161     |
| Unterschied         |      | −3,01 % |

Nach der Volkszählung 2011 wohnten in Lažany 170 Einwohner, alle davon Slowaken.
148 Einwohner bekannten sich zur römisch-katholischen Kirche, jeweils drei Einwohner zur Evangelischen Kirche A. B. und zur griechisch-katholischen Kirche. Sieben Einwohner waren konfessionslos und bei neun Einwohnern wurde die Konfession nicht ermittelt.

## Bauwerke und Denkmäler
- römisch-katholische Kirche im neoklassizistischen Stil aus dem Jahr 1887